# Tschernihiw
Tschernihiw (ukrainisch Чернігів ⓘ; russisch Чернигов Tschernigow; polnisch Czernihów) ist eine Großstadt am Ufer der Desna in der Ukraine und Hauptstadt der Oblast Tschernihiw sowie des Rajons Tschernihiw mit etwa 294.500 Einwohnern (2024). Die Stadt ist durch das dort befindliche Operative Armeekommando Nord ein bedeutender Standort der Ukrainischen Armee.

## Verwaltungsgliederung
Verwaltungstechnisch gliedert sich die Stadtgemeinde in die beiden Stadtrajone
- Desna mit den Stadtteilen Dytynez (Дитинець), Tretjak (Третяк), Peredhoroddja (Передгороддя), Okolnyj hrad (Окольний град), Bobrowyzja (Бобровиця), Pjat Kutiw ploschtscha (П'ять Кутів площа) und Jaliwschtschyna (Ялівщина)
- Nowosawod mit den Stadtteilen Tretjak (Третяк), Tschortoryjiwskyj Jary (Чорториївські Яри), Schawynka (Жавинка), Sabariwka (Забарівка), Sachidne (Західне), Koty (Коти), Liskowyzja (Лісковиця), Massany (Масани), Podussiwka Nowa (Подусівка Нова) und Podussiwka Stara (Подусівка Стара)

Am 12. Juni 2020 wurde die Stadt zum Zentrum der neugegründeten Stadtgemeinde Tschernihiw (Чернігівська міська громада/Tschernihiwska miska hromada). Zu dieser zählen auch die 2 Stadtrajone Desna und Nowosawod, bis dahin bildete sie in den gleichen Grenzen die gleichnamige Stadtratsgemeinde Tschernihiw (Чернігівська міська рада/Tschernihiwska miska rada) unter Oblastverwaltung im Osten des ihn umgebenden Rajons Tschernihiw.
Am 17. Juli 2020 kam es im Zuge einer großen Rajonsreform zum Anschluss des Rajonsgebietes an den Rajon Tschernihiw.

## Geschichte

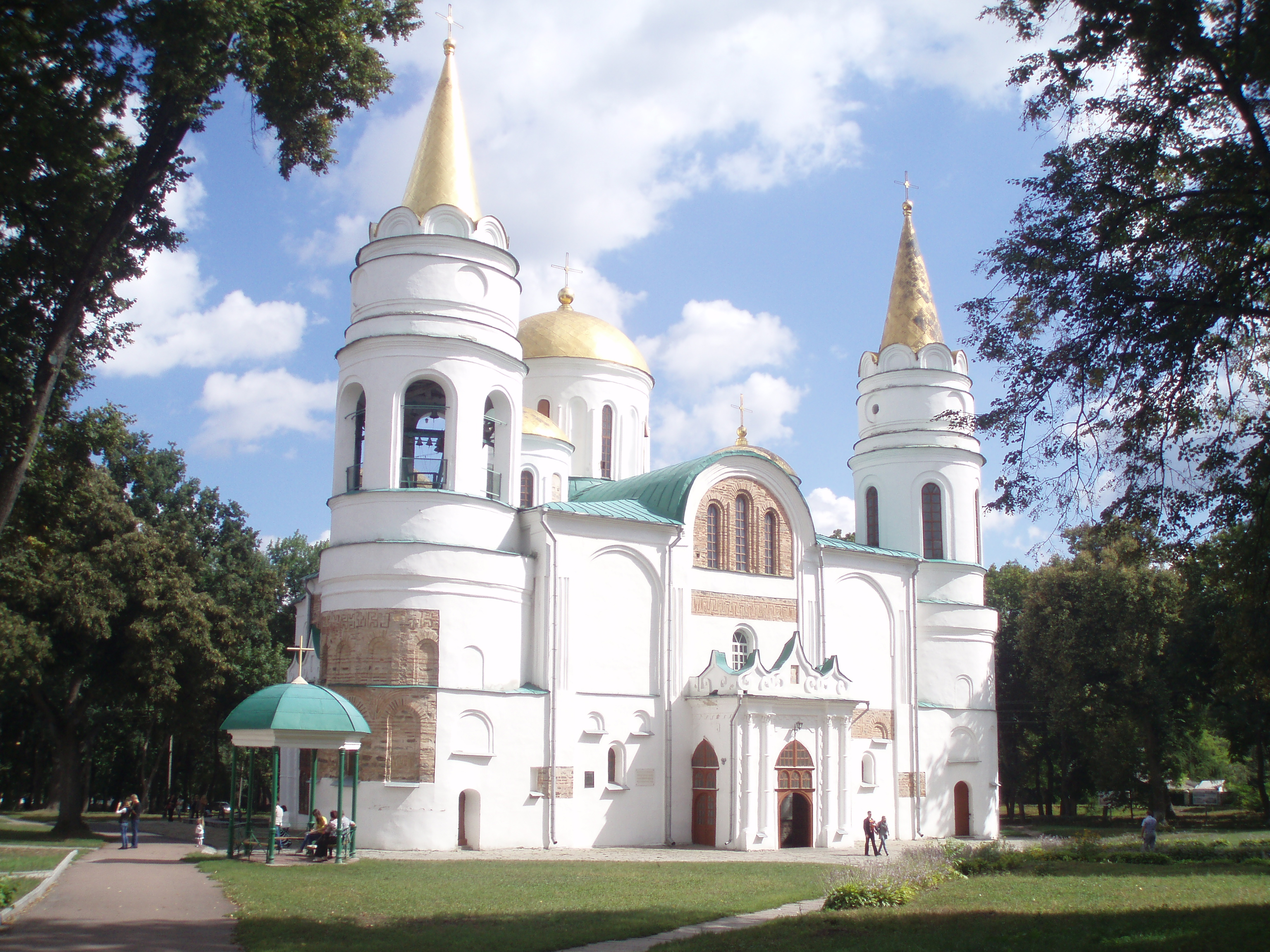
Christi-Verklärungs-Kathedrale, 1036

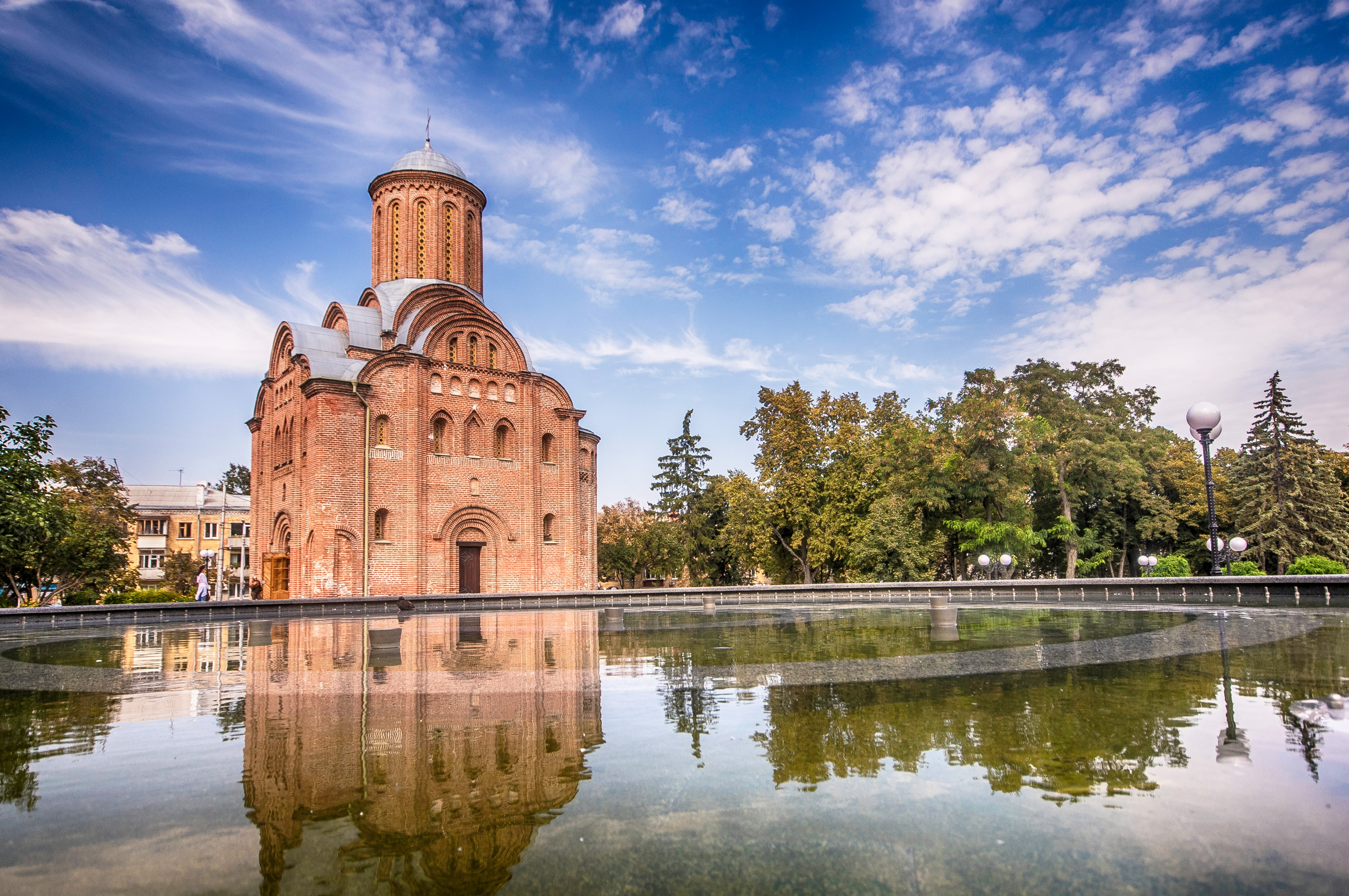
Kirche der Paraskewa-Pjatniza (Freitagskirche) aus der zweiten Hälfte des 12. Jahrhunderts

Tschernihiw (frühere Bezeichnungen: Tschernigow oder Tschernigau) ist eine der ältesten und bedeutendsten Städte der Kiewer Rus. Sie war das Zentrum des ostslawischen Stammes der Sewerjanen. Bei der Ersterwähnung im Jahre 907 wurde die Stadt bei einer Aufzählung gleich nach Kiew genannt. Tschernihiw war vom 11. bis zum 13. Jahrhundert Hauptstadt des Fürstentums Tschernigow, das 1239 von den Mongolen geplündert wurde. Spuren jener Zeit finden sich im schwarzen Grab. Ab 1370 gehörte die Stadt zum Großfürstentum Litauen, seit 1503 zum Großfürstentum Moskau.

### 17. bis 19. Jahrhundert
Im polnisch-russischen Krieg wurde Tschernihiw 1611 von polnischen Truppen fast vollständig zerstört. Durch den Vertrag von Deulino wurde die Stadt 1618 vom Zarentum Russland an den polnisch-litauischen Staatsverband abgetreten. 1623 erhielt Tschernihiw das Stadtrecht nach Magdeburger Recht. 1635 wurde die Woiwodschaft Czernihów gebildet. Durch den Chmelnyzkyj-Aufstand von 1648 kam die Stadt unter die Kontrolle der Saporoger Kosaken, welche sich 1654 im Vertrag von Perejaslaw dem russischen Zaren unterstellten. 1667 wurde im Vertrag von Andrussowo die Zugehörigkeit zu Russland besiegelt.
1781 wurden in der Stadt 705 Bürgerhäuser, 4 Ziegelbrennereien, 12 Kirchen und 4 Klöster gezählt. 1786 wurden 3 Klöster geschlossen. 1802 wurde die Stadt Hauptstadt des Gouvernements Tschernigow. 1895 wurden in der Stadt, die noch größtenteils aus Holzhäusern bestand, auf den wichtigsten Straßen die Gasbeleuchtung durch elektrische Laternen ersetzt. Die erste gesamtrussische Volkszählung 1897 ergab für die Stadt 17.716 Einwohner.

### 20. Jahrhundert
Anfang des 20. Jahrhunderts gab es in Tschernihiw u. a. mehrere Banken, 15 Hotels bzw. Gastwirtschaften, 2 Krankenhäuser, eine Post, ein Telegraphenamt und verschiedene Fach- und weiterbildende Schulen. Wurden 1900 noch 428 Geschäfte gezählt, waren es 1910 schon 734.
Mit der Februarrevolution 1917 begann eine zunehmende Ukrainisierung in Medien und Verwaltung der Stadt. Am 1. Februar 1918 übernahm die Sowjet-Macht die Kontrolle über Tschernihiw. Am 12. März 1918 standen bereits deutsche und österreichische Truppen in der Stadt. Am 12. Januar 1919 wurde die Stadt wieder von der Roten Armee eingenommen.
1925 wurde das Gouvernement aufgelöst und durch eine Kreisverwaltung ersetzt. 1926 waren von den 35.200 Einwohnern 57 % Ukrainer, 20 % Russen und 10 % Juden. Seit 1932 ist Tschernihiw die Hauptstadt der Oblast Tschernihiw.
Im Zweiten Weltkrieg nahm die deutsche Wehrmacht die Stadt nach fast zweiwöchigen Kämpfen am 9. September 1941 ein. Die Rote Armee eroberte die Stadt am 21. September 1943 im Rahmen ihrer Tschernigow-Poltawa-Operation zurück. Später bestand in der Stadt das Kriegsgefangenenlager 177 (Tschernigow) für deutsche Kriegsgefangene.
Am 15. Mai 1976 verunglückte in Ortsnähe eine Antonow An-24 der Aeroflot auf dem Binnenflug 1802.

### Invasion Russlands 2022

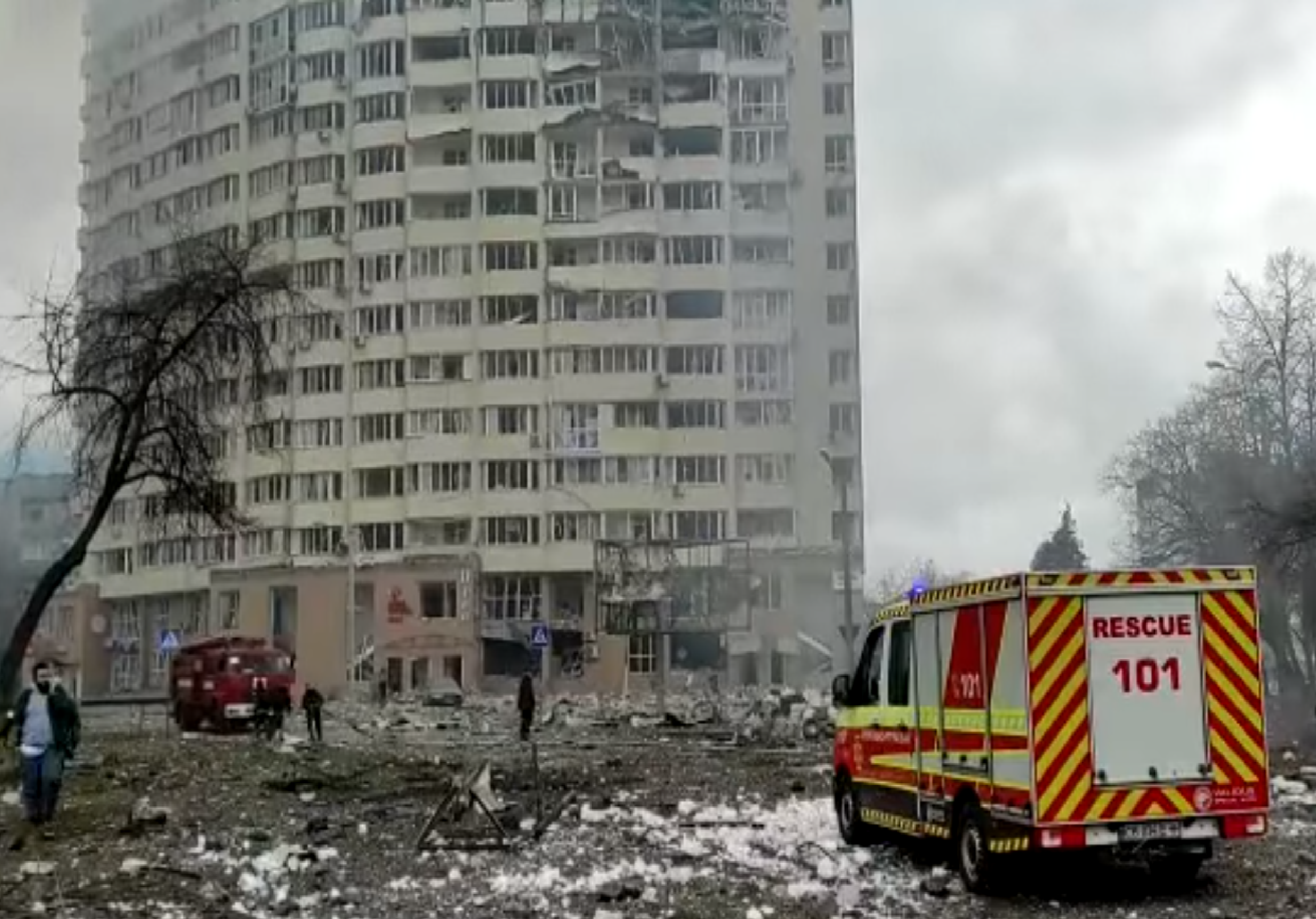
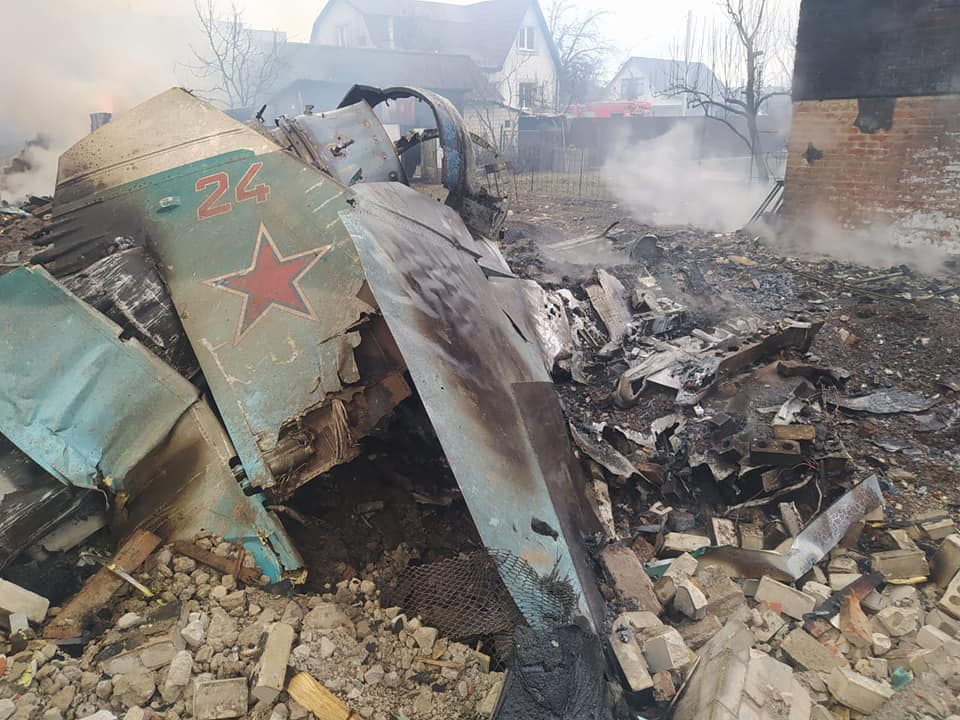
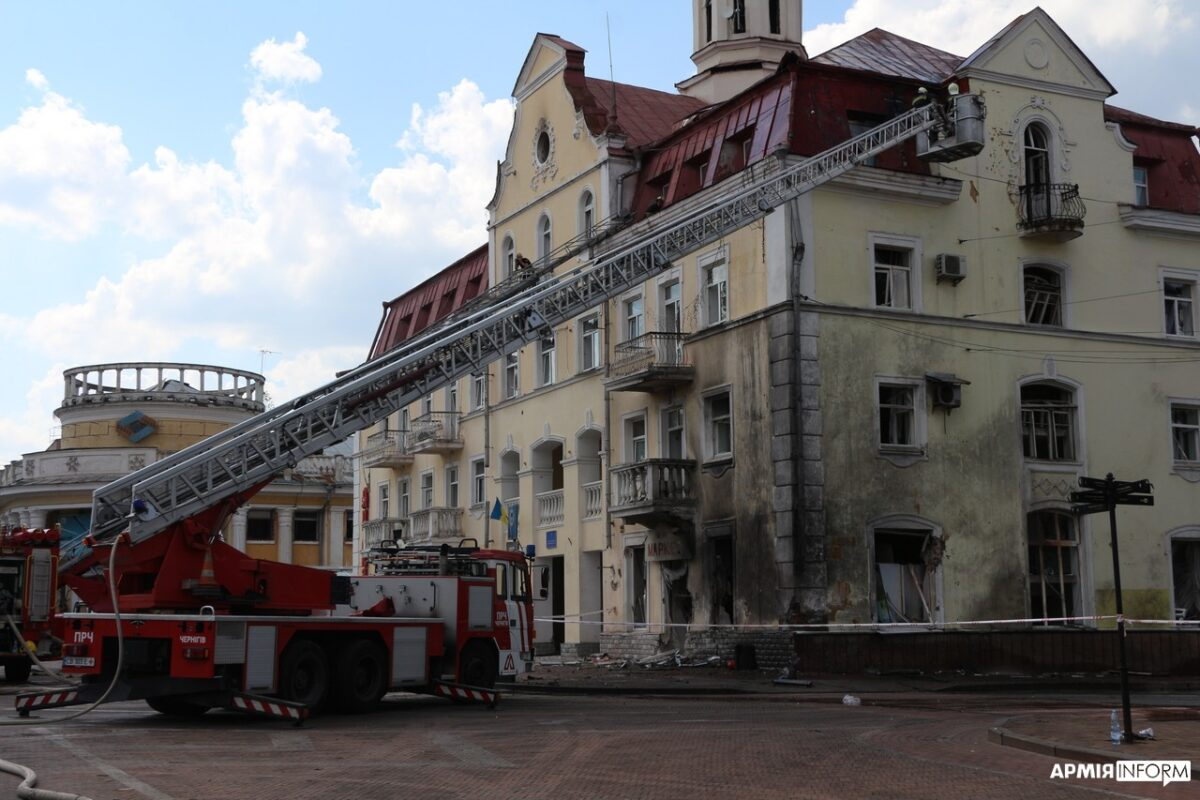

Beim russischen Überfall auf die Ukraine 2022 griffen die Streitkräfte Russlands am 25. Februar Tschernihiw an. Es gelang ihnen nicht, die Stadt einzunehmen. Daraufhin begannen die Russen, sie zu belagern. Am 3. März kam es zu einer heftigen Bombardierung eines Wohnquartiers in Tschernihiw, bei der 47 Zivilisten ihr Leben verloren. Weitere 50 Menschen starben am 16. März ebenfalls durch Luftschläge und den Beschuss einer Warteschlange von Zivilisten für Brot. Nach diesen Angriffen wurde auch das Spital beschossen.
Am 31. März erlangte eine ukrainische Panzerbrigade die Herrschaft über die Fernstraße M 01 von Kiew nach Tschernihiw und beendete damit faktisch die russische Blockade der Stadt. Am 4. April vermeldete der Gouverneur der Oblast Tschernihiw den vollendeten Abzug der Streitkräfte Russlands aus dem Umfeld der Stadt.
Schon am 24. März hatte die Regierung der Oblast die Zahl der zivilen Opfer in Tschernihiw durch Angriffe der russischen Streitkräfte auf 200 Personen geschätzt. Bürgermeister Wladislaw Atraschenko hatte etwa zeitgleich berichtet, dass wegen der Belagerung und der Bombardierung der entsprechenden Werke weder Strom noch Heizung noch Trinkwasser vorhanden seien und dass die medizinische Versorgung zusammengebrochen sei, dies seit etwa 10. März. Die Einwohnerzahl soll sich bis Ende März mehr als halbiert haben. Im Rückblick auf die russische Belagerung meldeten ukrainische Behörden, dass etwa 700 Personen aus Tschernihiw ihr Leben verloren hatten. Rund 70 % der Infrastruktur der Stadt wurden zerstört. Auch die Kirche St. Theodosius der Ukrainisch-Orthodoxen Kirche Moskauer Patriarchats wurde zerstört, die St.-Katharina-Kathedrale der Eparchie Tschernihiw der Orthodoxen Kirche der Ukraine wurde beschädigt. Starke Schäden erlitten außerdem das Tschernihiw-Museum für ukrainische Altertümer sowie das Tschernihiw-Stadion. Im August 2023 bombardierte die Russische Armee das Stadtzentrum, es kam zu mehreren Todesopfern sowie zu Schäden am Theater und am Gebäude der Polytechnischen Universität.

## Sehenswürdigkeiten

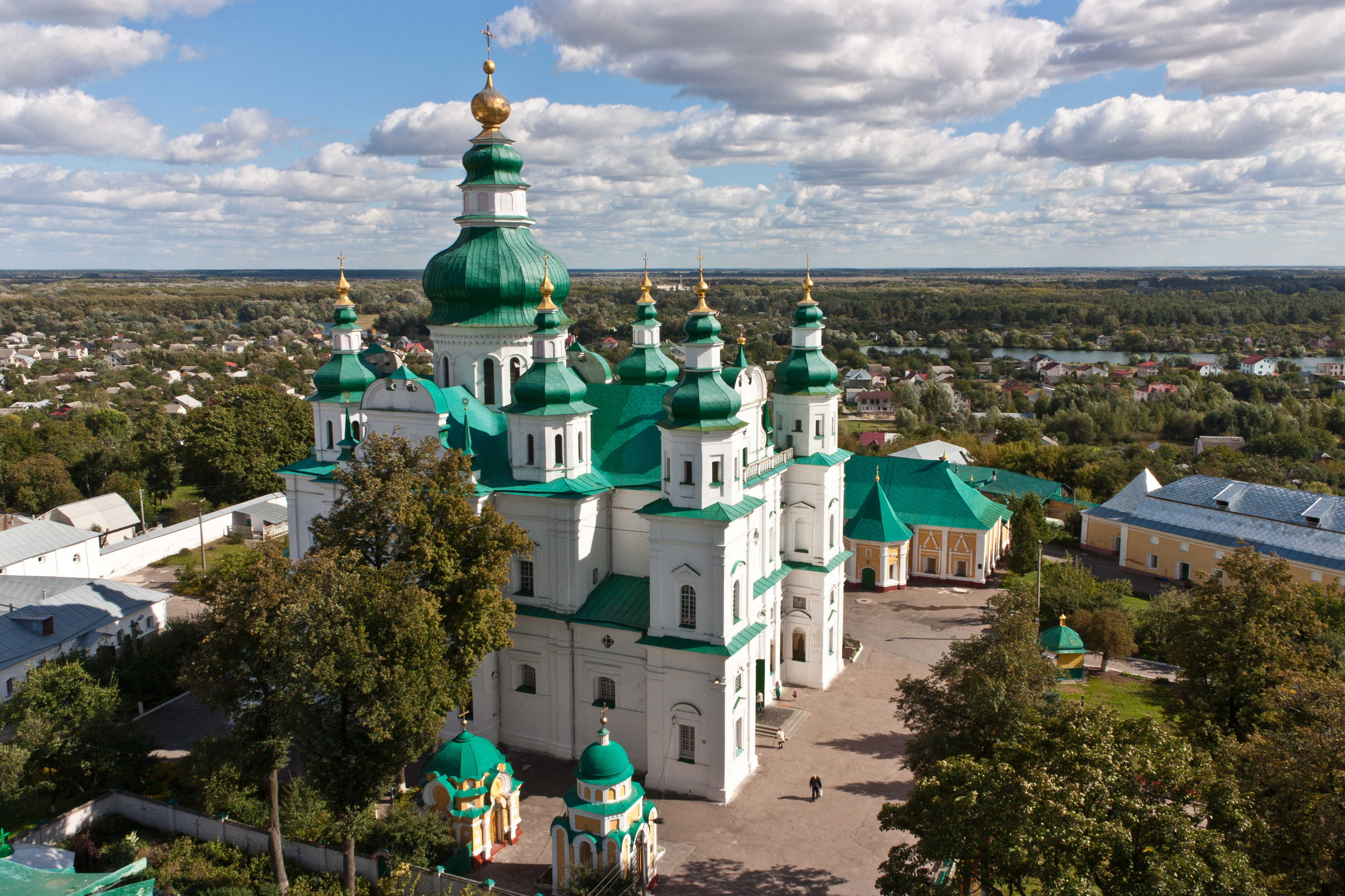
Dreifaltigkeitskloster

Zahlreiche Bauten aus der Zeit der Kiewer Rus und der Zeit der Eroberung dieser Teile der Ukraine durch russische Großfürstentümer seit dem hohen Mittelalter (in der Forschung oft als altrussisch bezeichnet) sind erhalten geblieben:
- Christi-Verklärungs-Kathedrale (Spasso-Preobraschenski sobor, um 1036), erste Kathedrale der Kiewer Rus
- Boris-und-Gleb-Kathedrale (Borissoglebski sobor, 12. Jahrhundert)
- Mariä-Entschlafens-Kathedrale (Uspenski sobor, Mitte des 12. Jahrhunderts) im Jelezki-Kloster
- Pjatniza-Kirche (Pjatnizkaja zerkow, zweite Hälfte des 12. Jahrhunderts)
- Eliaskirche (Illinskaja zerkow, 12. Jahrhundert)

Es sind auch mehrere Bauten aus dem 17. bis 18. Jahrhundert (ukrainisches Barock) und dem 19. Jahrhundert (Klassizismus) vorhanden, darunter:
- Dreifaltigkeitskloster (zweite Hälfte des 17. Jahrhunderts)
- Kollegium (1702)
- Katharinenkirche (1715)

In der Stadt befinden sich zahlreiche Denkmäler für historische Persönlichkeiten, darunter Iwan Masepa, Bohdan Chmelnyzkyj und Taras Schewtschenko.

## Wappen
Beschreibung: Im silbernen Feld ein einköpfiger schwarzer, goldgekrönter, rotgezungter und so geäugter und goldbewehrter Adler, in der linken Klaue ein großes, schräg über ihm liegendes goldenes Kreuz haltend.
Die vom heiligen Großfürsten Michael von Tschernigow abstammenden Fürsten führten den Tschernigow’schen Adler.

## Einwohnerentwicklung
Entwicklung der Einwohnerzahl: 
Im Jahr 1897 zählte die Stadt über 27.000 Einwohner. 16 Jahre später wurden rund 36.000 Einwohner gezählt und 1926 sank die Zahl auf 35.200 Einwohner ab. Zwischen 1934 und 1939 zählte die Stadt rund 69.000 Einwohner. Über 302.000 Einwohner wurden 2004 gezählt und 2021 waren es über 285.000 Einwohner
| Jahr | Einwohner |
| ---- | --------- |
| 1897 | 027.716   |
| 1913 | 035.850   |
| 1926 | 035.200   |
| 1934 | 068.600   |
| 1939 | 069.000   |
| 2004 | 302.097   |
| 2021 | 285.234   |

## Infrastruktur

### Flugverkehr
In den 1980er Jahren wurde der Flughafen aus der Stadt heraus nach Schestowyzja verlegt. Mit dem Ende der Sowjetunion verlor der Flughafen seine Bedeutung als militärische Flugschule. Ein nennenswerter Flugverkehr findet heute nicht mehr statt.

### Eisenbahn
Der Bahnhof Tschernihiw wurde als regionaler Knoten der russischen Südwestbahnen mit Verbindungen nach Nischyn (Anschluss an die Strecke Moskau-Kiew), Gomel und Owrutsch angelegt. Die erste Bahnanbindung erfolgte 1981 von Nischyn aus mit einer 81 km (76 Werst) langen Schmalspurbahn. Nach Umspurung und Erweiterung der Strecke nach Gomel erhielt der Bahnhof 1928 seine aktuelle Lage. Das Bahnhofsgebäude wurde 1950 nach Plänen von I. Granatkin von deutschen und ungarischen Kriegsgefangenen errichtet. Bahnhof und Strecken gehören heute zur Regionalgesellschaft Piwdenno-Sachidna Salisnyzja der Ukrainischen Eisenbahn. Die Strecke nach Owrutsch wird seit dem Unglück in Tschernobyl nur noch bis Janow an der belarussischen Grenze betrieben. 2006 wurde ein Umschlag von 84.737 Güterwagen und 4,5 Mio. Passagieren erreicht.

### Hafen
Tschernihiw besitzt einen Binnenhafen an der Desna. 2006 wurden 356.200 Tonnen Fracht umgeschlagen und 22.100 Passagiere befördert.

### Öffentlicher Nahverkehr
Die Hauptlast des Nahverkehrs trägt das 1964 eröffnete O-Busnetz mit 9 Linien sowie 46 Buslinien. Das O-Busnetz hat (2012) eine Länge von 53 km (104,6 km Fahrdraht).

## Partnerstädte
Tschernihiw unterhält Partnerschaften zu folgenden Städten:
- Aachen, Deutschland[21]
- Gabrowo, Bulgarien
- Belarus Homel, Belarus
- Hradec Králové, Tschechien
- Memmingen, Deutschland
- Petach Tikwa, Israel
- Prilep, Nordmazedonien
- Ogre, Lettland
- Tarnobrzeg, Polen

## Sonstiges
Seit Juni 2004 trägt das Schiff Tschernihiw der ukrainischen Marine den Namen der Stadt.

## Galerie

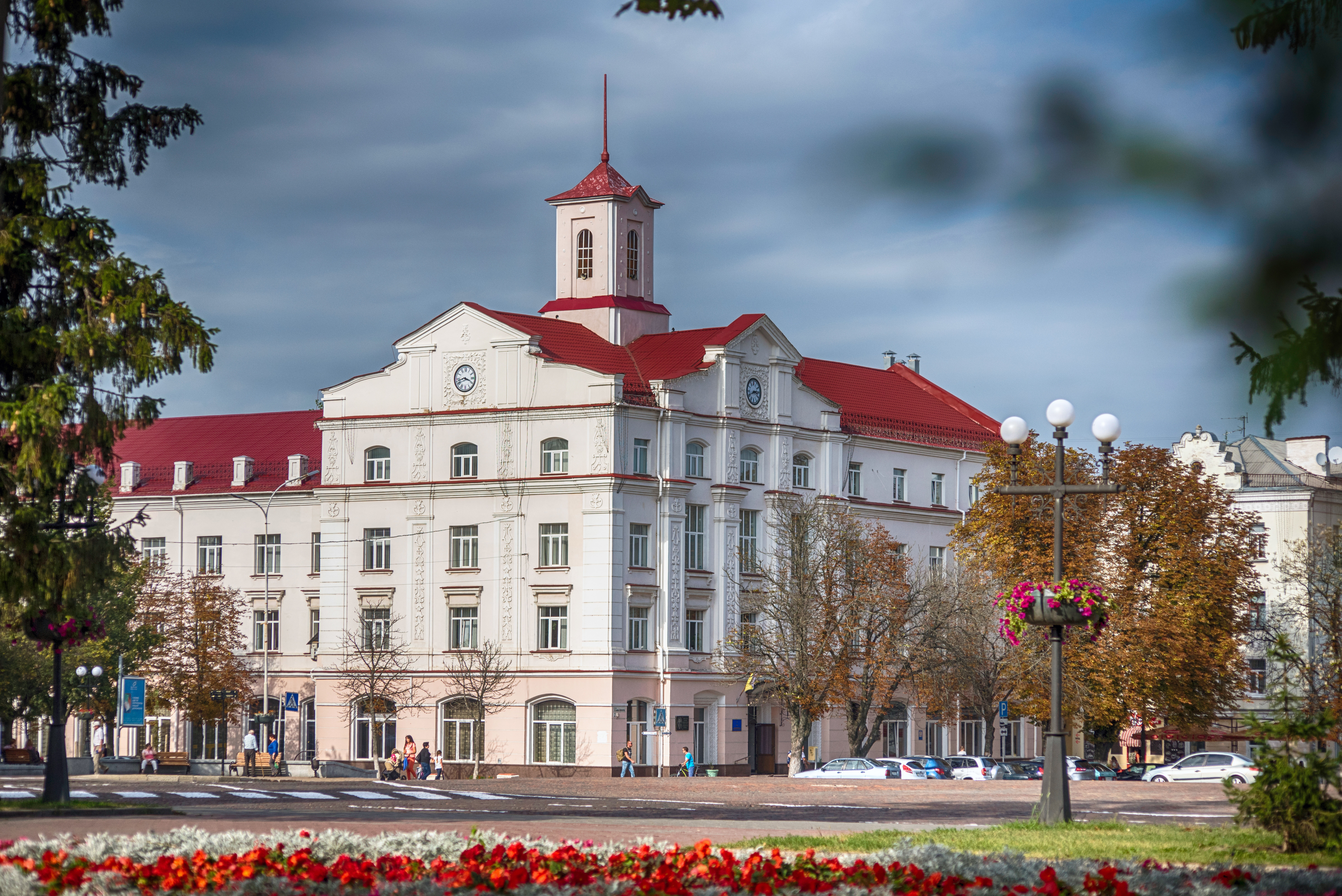
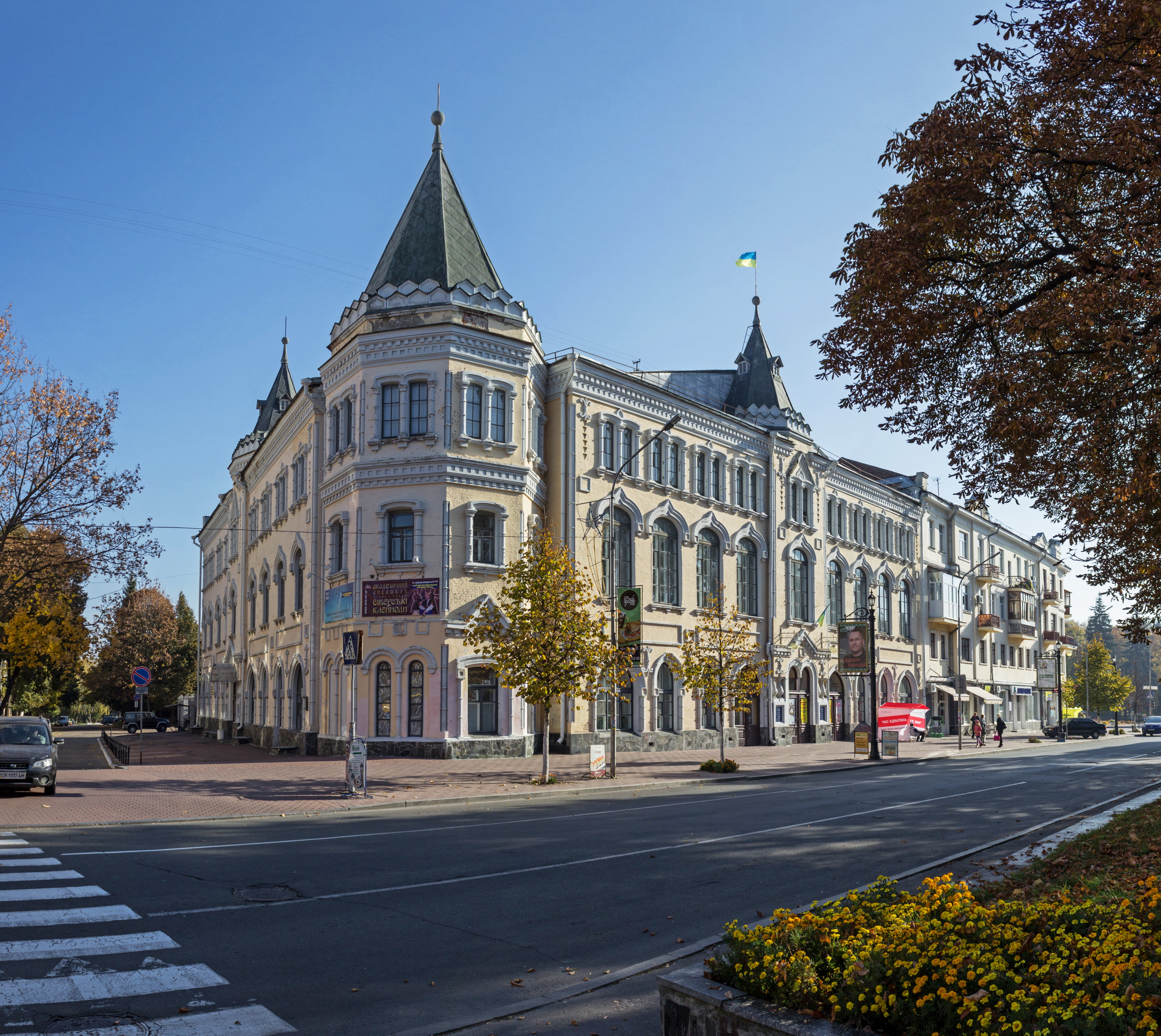
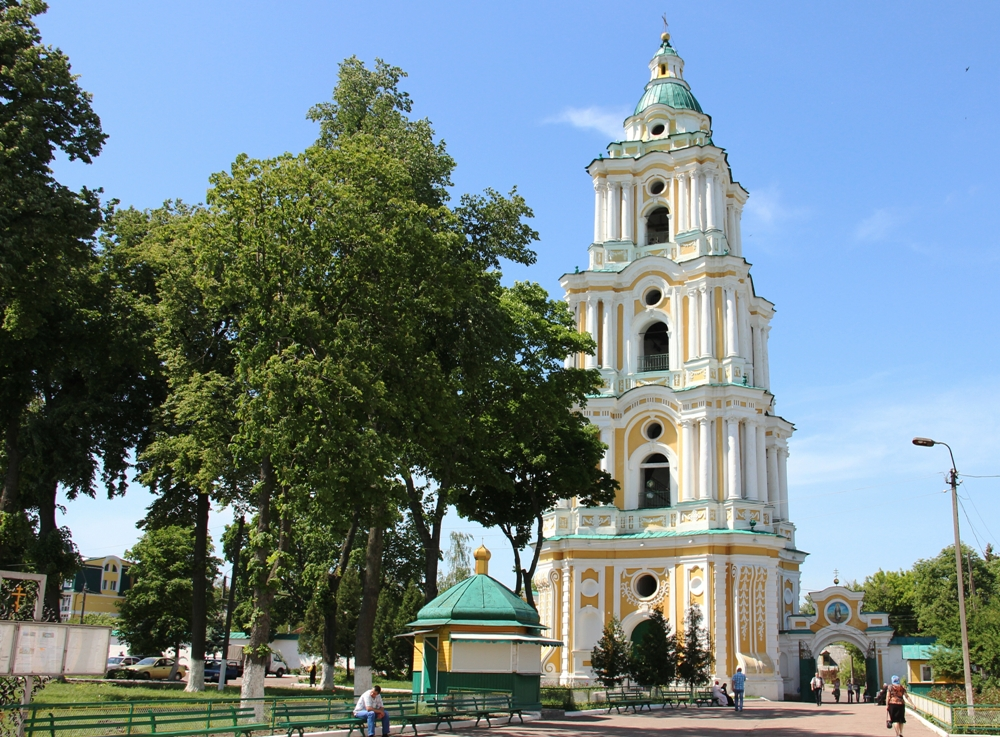
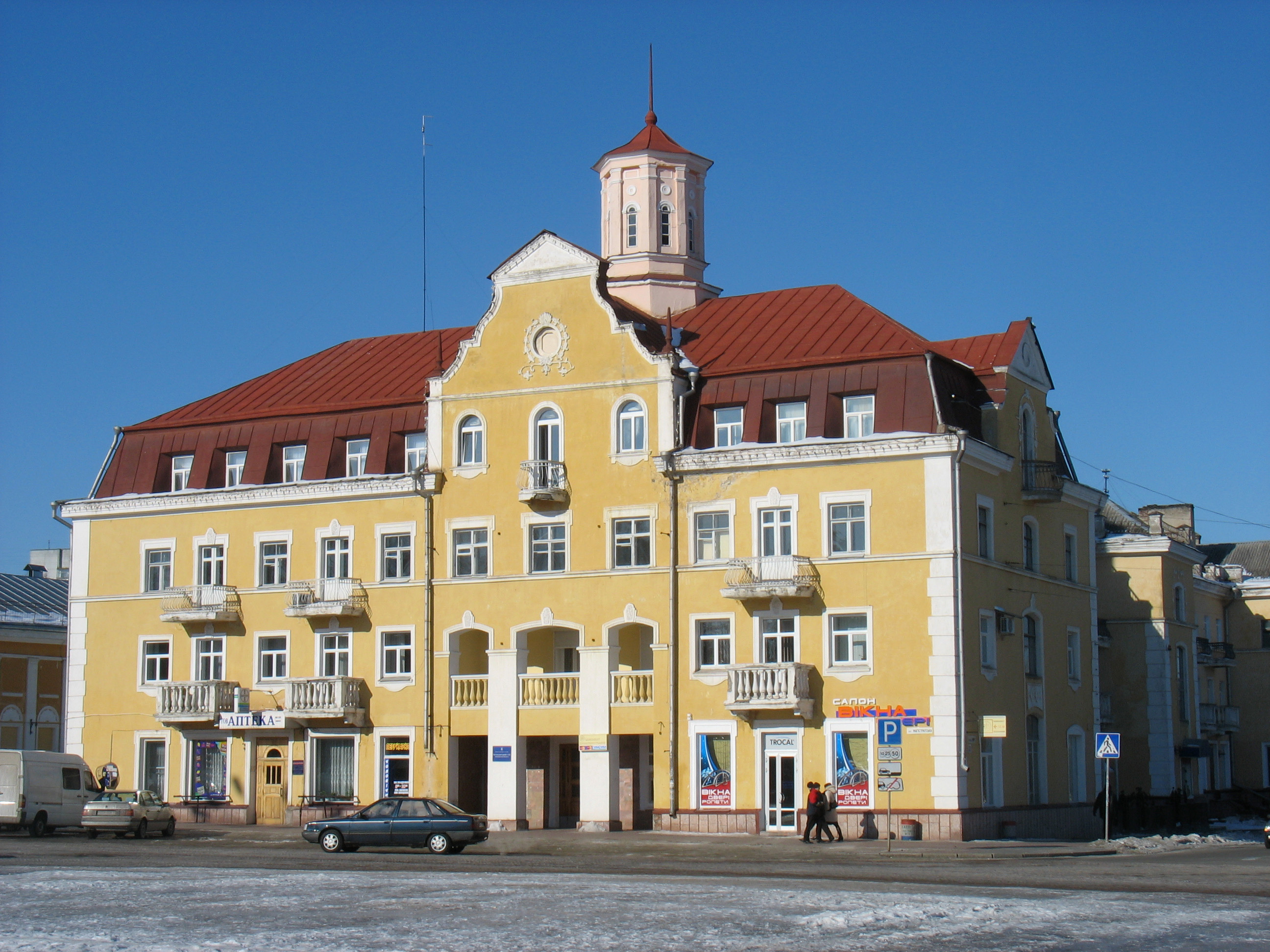
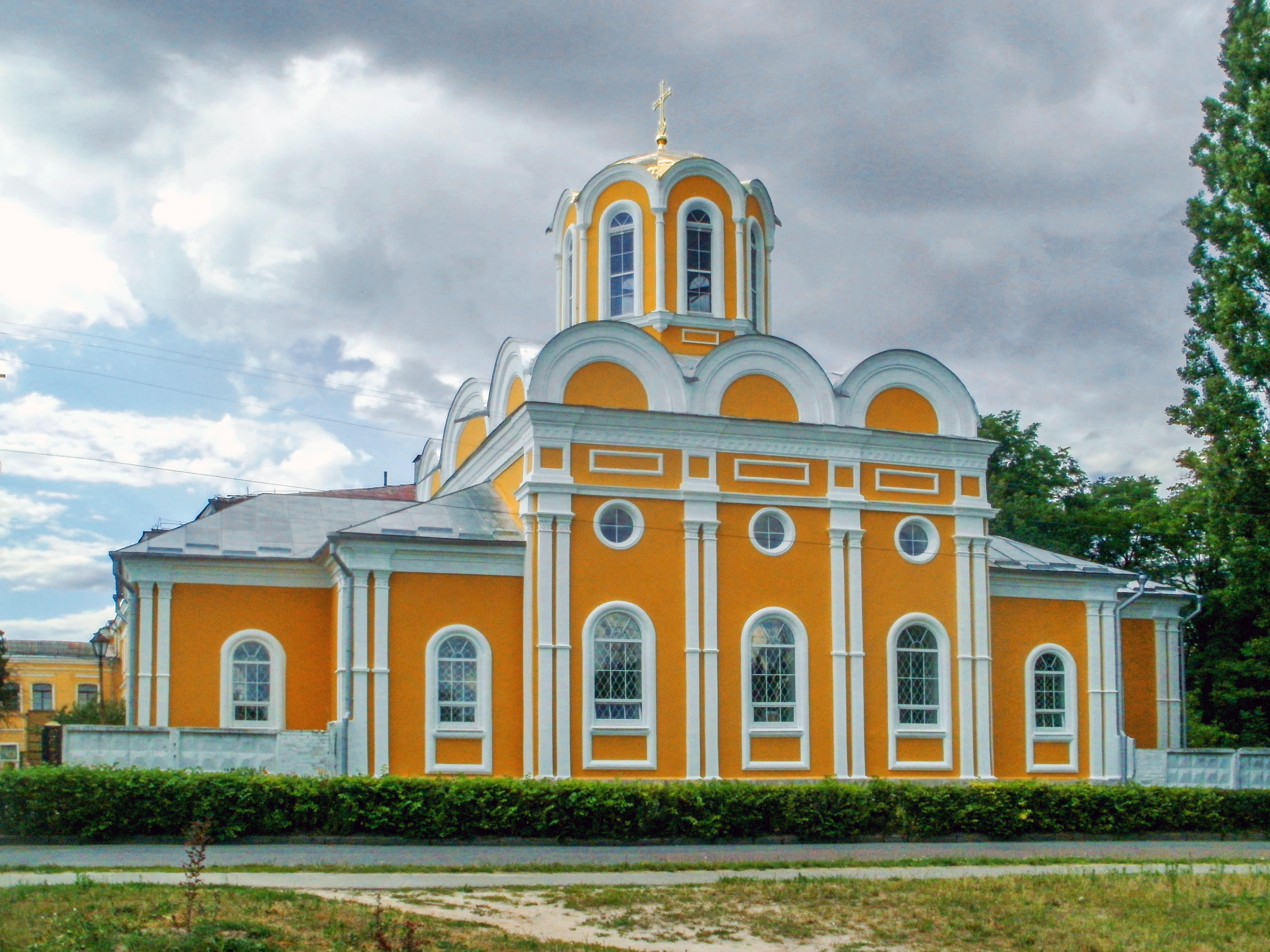
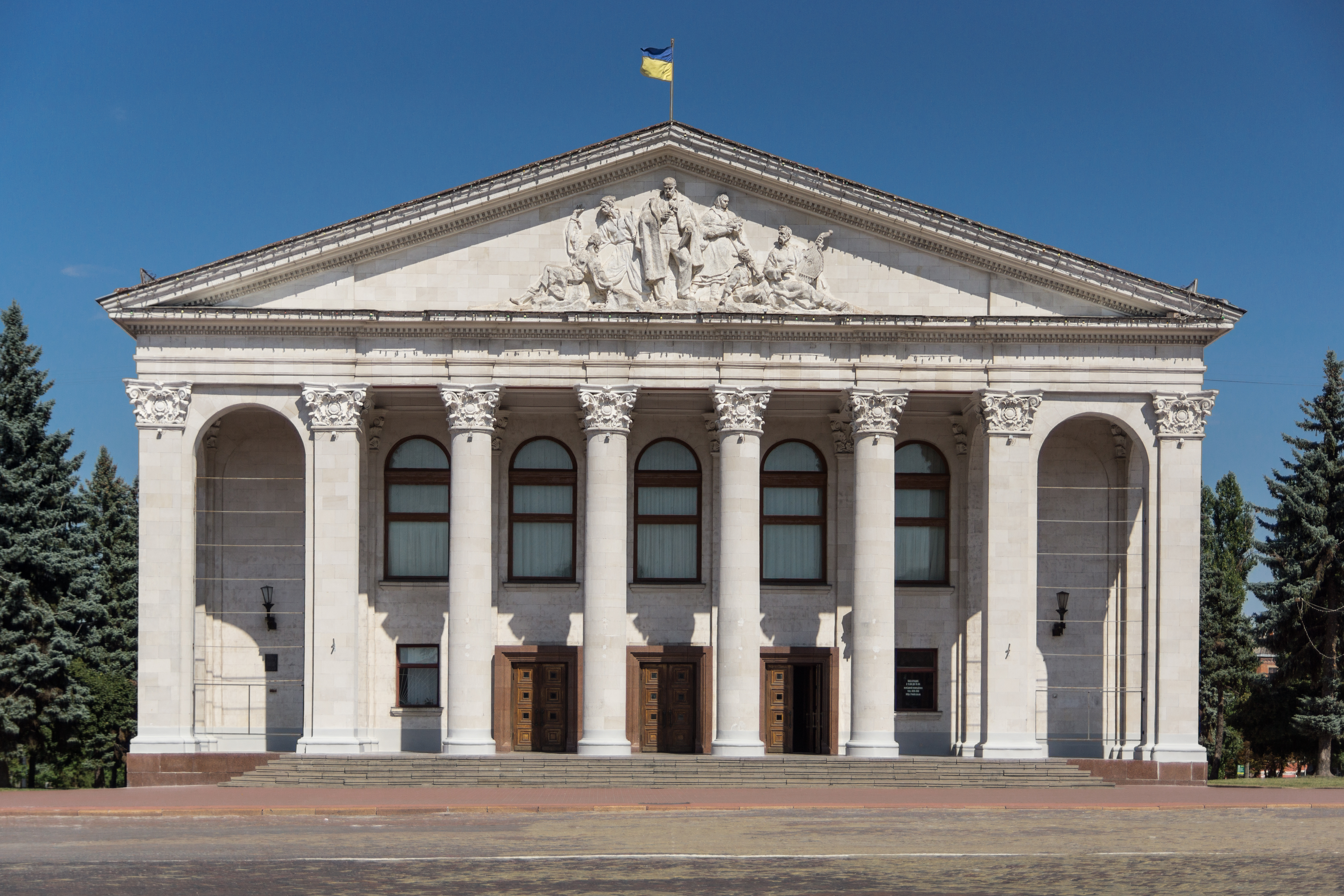
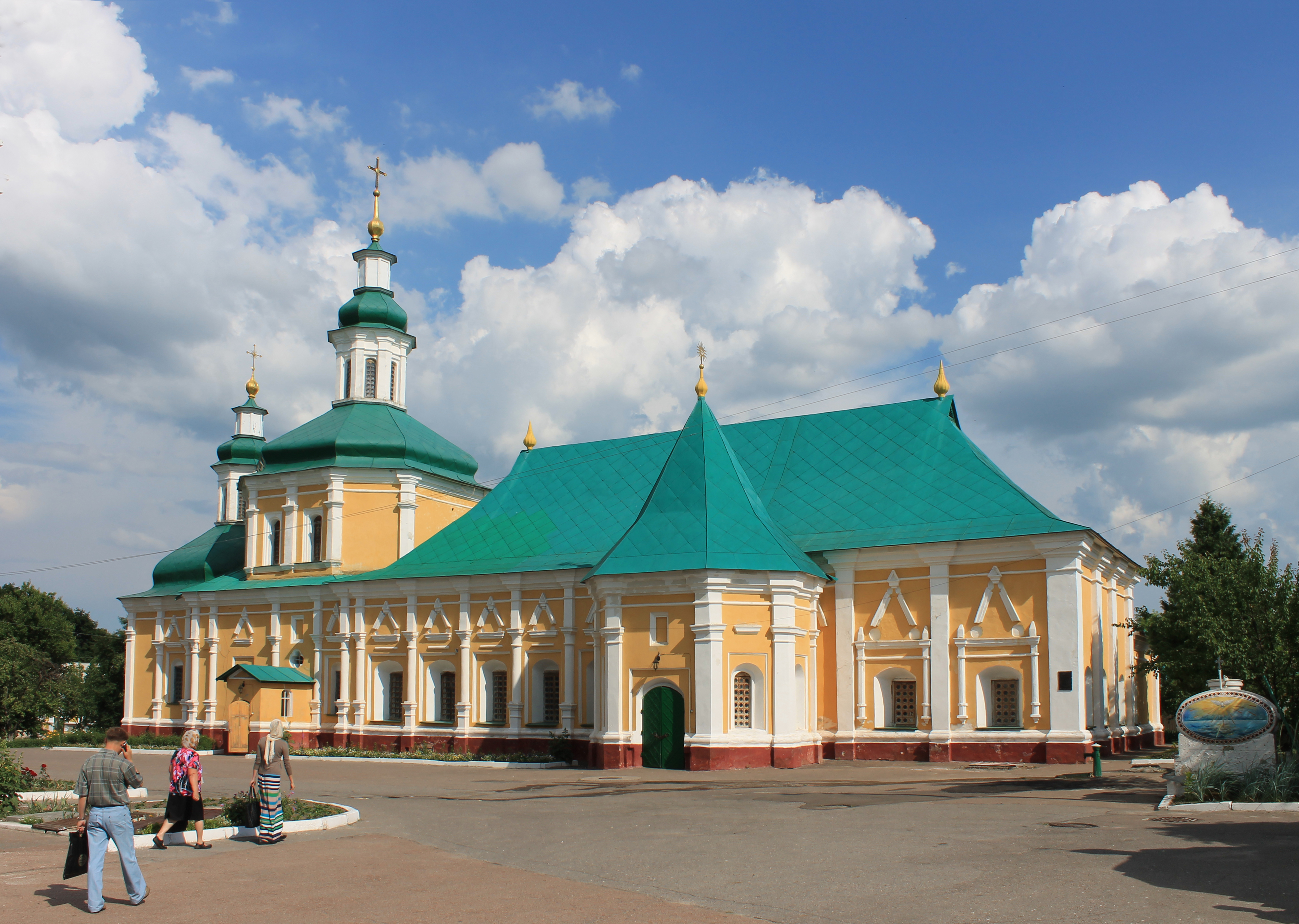
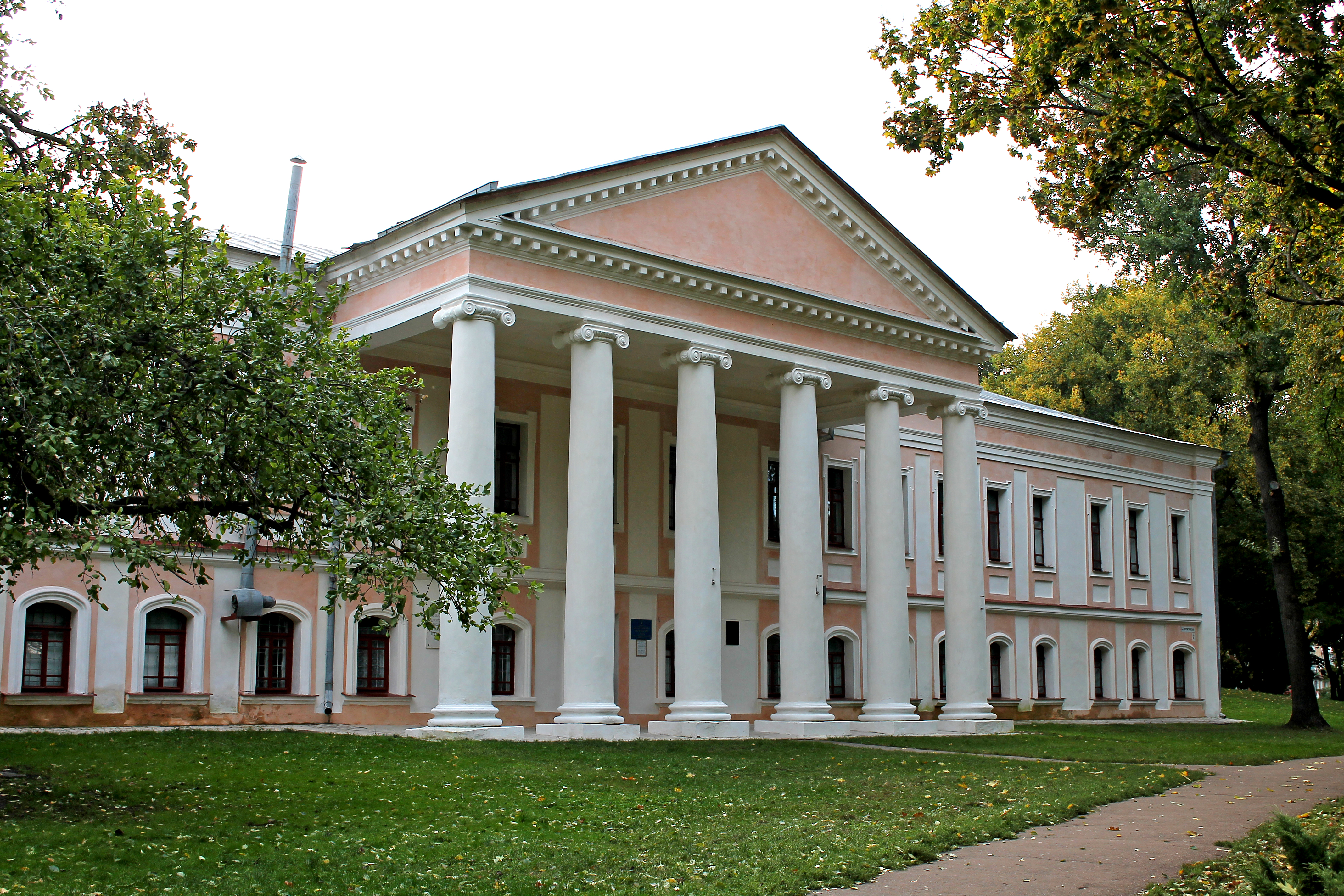
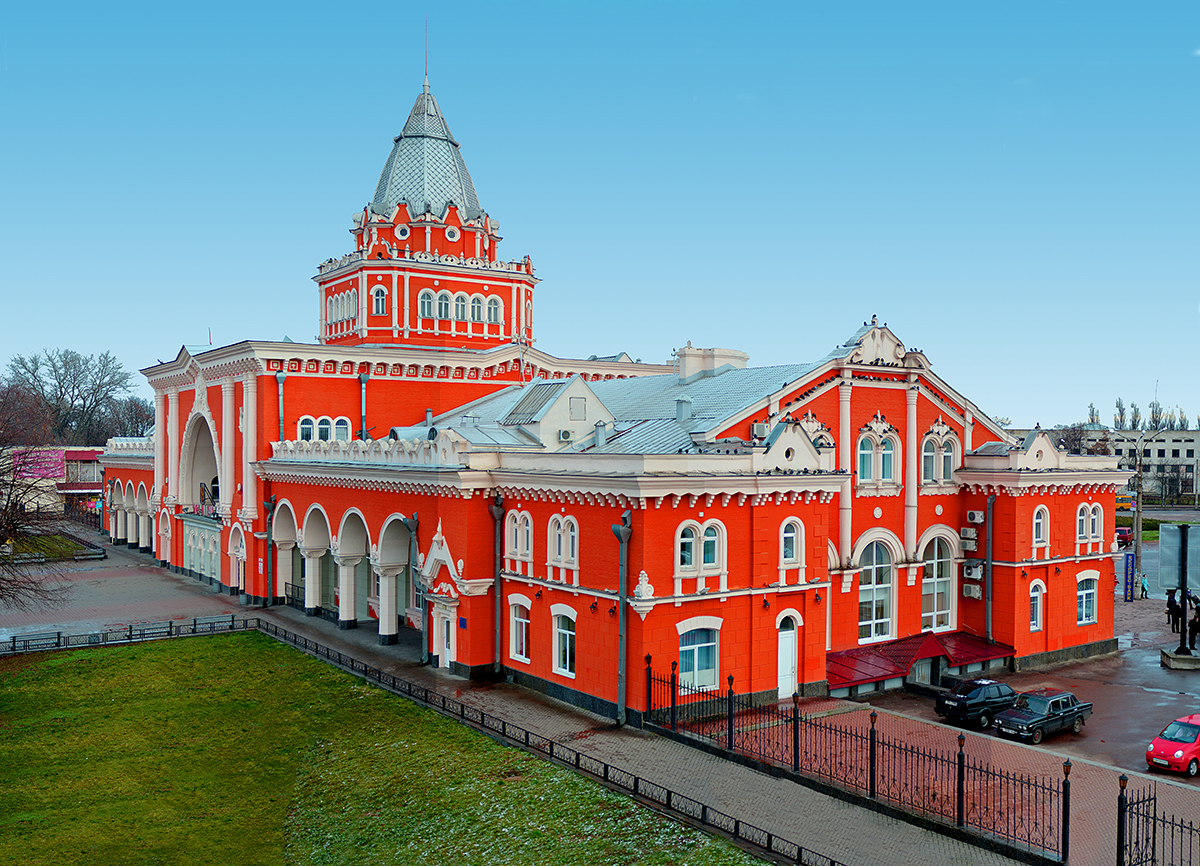
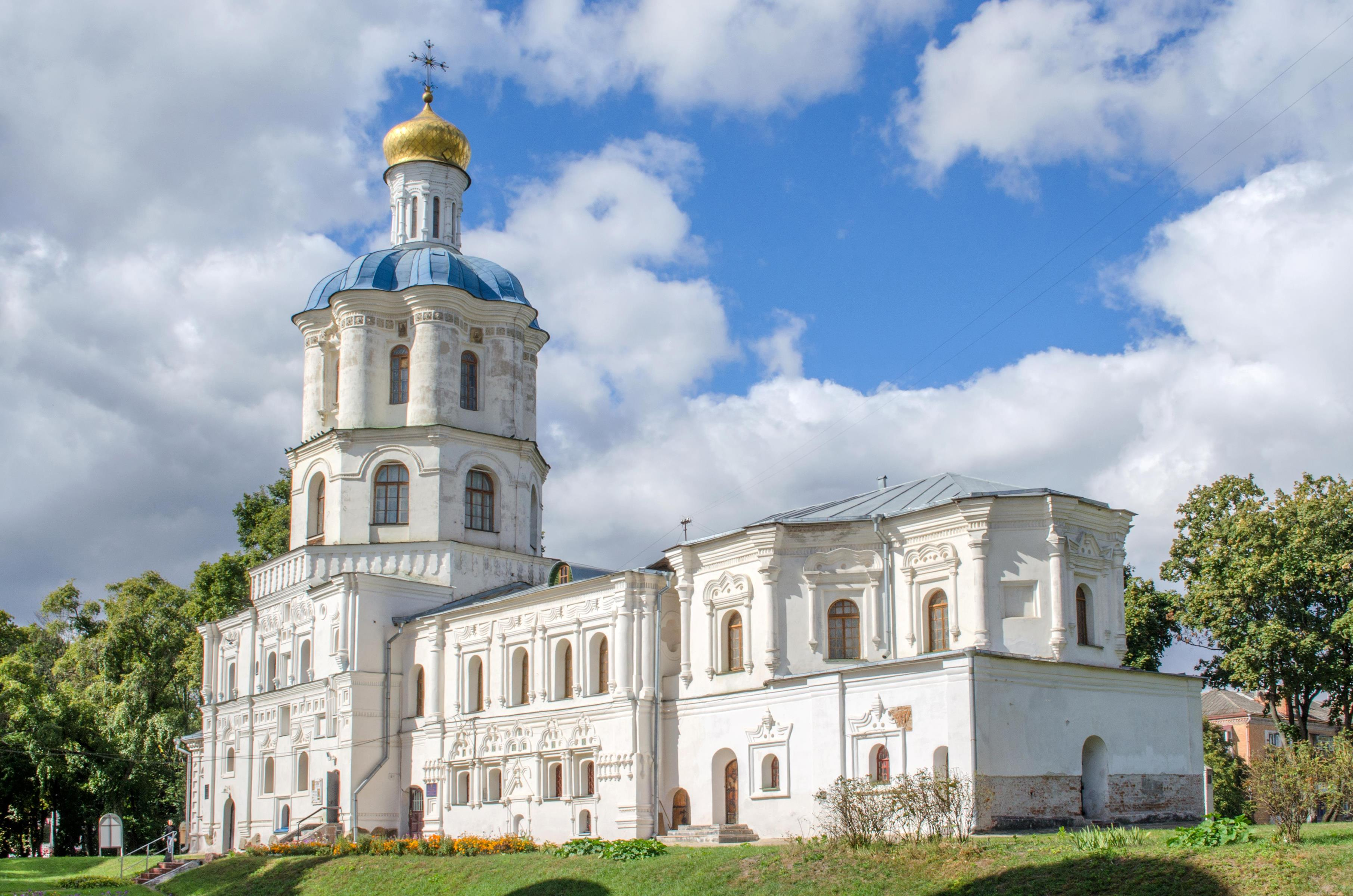